# Margarethe Noé von Nordberg
Margarethe Noé von Nordberg épouse Schell, aussi Schell-von Noé, (née le 2 juin 1905 à Vienne, morte le 29 novembre 1995 à Preitenegg) est une actrice autrichienne.

## Biographie
Margarethe Noé von Nordberg est actrice de l'ensemble du Kammerspiele de Munich, quand en 1925 elle rencontre et épouse l'écrivain suisse  Hermann Ferdinand Schell (de). Elle renonce alors à ses engagements d'actrice.
Après l'annexion de l'Autriche au Troisième Reich en 1938, la famille s'installe à Zurich, la patrie de son mari. Leurs quatre enfants Maria, Carl (de), Maximilian et Immaculata (de) seront tous acteurs. 
Elle travaille principalement comme professeur de théâtre en Suisse et dirige le Conservatoire de Berne. Elle n'apparaît que deux fois dans des longs métrages réalisés par son fils Maximilien, Le Piéton en 1973 et Double Jeu en 1975.
En 1992, elle publie ses mémoires Mutter ist die schönste Rolle. Le 29 novembre 1995, après une longue et grave maladie, elle décède dans sa maison d'Oberpreitenegg des suites d'un évanouissement quelques jours plus tôt. Elle est inhumée le 4 décembre 1995 au cimetière de Preitenegg.

## Filmographie
- 1940 : Fräulein Huser
- 1943 : Matura-Reise
- 1973 : Le Piéton
- 1975 : Double Jeu